# Flawless Love (ジェジュンのアルバム)
『Flawless Love』（フローレス・ラブ）は、ジェジュンの日本における初のオリジナル・アルバム。2019年4月10日にFirst JB musicから発売された。

## 概要
タイトルの「Flawless Love」は、英語で“完璧な愛”という意味を持っており、ジェジュン曰く「すべての人に捧げる“Flawless Love（完璧な愛）”をテーマとした作品」で、同日よりスタートする同名のアリーナツアーと連動した作品となっている。本作の発売は、1月28日に幕張メッセ・イベントホールで開催されたバースデーイベント「J-JUN MONDAY NIGHT with JAEFANS 2019」で発表された。
「TYPE-A」「初回限定仕様TYPE-B」「FC限定盤」の3形態でのリリース（詳細は後述を参照）。全形態共通でCDは2枚組となっており、ロック、ポップ、バラード、R&B、ダンスと幅広いジャンルの曲構成となっている。DISC1にはシングルとしてリリースされた「Sign/Your Love」「Defiance」を含む全11曲、DISC2にはカバー曲や韓国でリリースされた楽曲の日本語バージョンの全4曲を収録している。
6月29日に東京ビッグサイト 西4ホールで、特典お渡し会が行なわれた。
初週で4.2万枚を売り上げて、4月22日付のオリコン週間アルバムランキングで初登場1位を獲得し、シングル・アルバムを通じてソロ名義では初の首位を獲得した。また、Billboard JAPANが発表した4月22日付のHot Albumsでは総合2位を獲得した。

## 発売形態
「TYPE-A」「初回限定仕様TYPE-B」「FC限定盤」の3形態でのリリース。
TYPE-A
- 規格品番：JJKD-16
- 2CD+Blu-ray Disc
- Blu-ray Discには、シングル収録曲と新曲2曲のミュージック・ビデオとメイキング映像を収録。音声はハイレゾ音源を使用している。
- 初回限定封入特典：トレーディングカード1枚(全3種から1種をランダム、そのうち1種は特典お渡し会参加権利付)

初回生産限定盤B
- 規格品番：JJKD-19X
- 2CD
- 初回限定封入特典：トレーディングカード1枚(全3種から1種をランダム、そのうち1種は特典お渡し会参加権利付)

FC限定盤
- 規格品番：JJKD-21
- 2CD+DVD
- DVDに「Sweetest Love（Music Video）〜JAEJOONG only〜」を追加収録

## 収録内容
| #         | タイトル             | 作詞         | 作曲                                       | 編曲                                 | 時間  |
| --------- | -------------------- | ------------ | ------------------------------------------ | ------------------------------------ | ----- |
| 1.        | 「アイノカゲ」       | ツキダタダシ | ツキダタダシ                               | ツキダタダシ                         | 5:04  |
| 2.        | 「Sweetest Love」    | 伊秩弘将     | 8000cc Rubix                               | 8000cc                               | 4:20  |
| 3.        | 「IMPOSSIBLE」       | SHIKATA      | SHIKATA MATS LIE SKARE                     | MATS LIE SKARE                       | 4:27  |
| 4.        | 「Your Love」        | 池田夢見     | 北浦正尚                                   | 北浦正尚                             | 3:08  |
| 5.        | 「Beautiful Woman」  | 坂詰美紗子   | 坂詰美紗子                                 | 清水信之                             | 5:00  |
| 6.        | 「DADADANCIN'」      | 阿久津健太郎 | 阿久津健太郎                               | 佐久間誠                             | 4:04  |
| 7.        | 「君だけになる前に」 | 矢作綾加     | Danny Kirsch Joe Killington Georgie Keller | Danny Kirsch                         | 3:06  |
| 8.        | 「LAVENDER」         | FAST LANE    | FAST LANE MATS LIE SKARE                   | MATS LIE SKARE                       | 4:31  |
| 9.        | 「Sign」             | 矢作綾加     | YUMA                                       | YUMA                                 | 4:10  |
| 10.       | 「Defiance」         | 森若香織     | 成海カズト                                 | 佐久間誠                             | 4:22  |
| 11.       | 「One」              | ans.         | Nina Ossoff Kathy Sommer                   | Kathy Sommer Matt Anthony Kyle Kelso | 3:59  |
| 合計時間: | 合計時間:            | 合計時間:    | 合計時間:                                  | 合計時間:                            | 46:11 |

| #         | タイトル               | 作詞                                                  | 作曲                                | 時間  |
| --------- | ---------------------- | ----------------------------------------------------- | ----------------------------------- | ----- |
| 1.        | 「Good Morning Night」 | Jeajoong SHIKATA（日本語詞）                          | Kim Tae Wan Lee Oh Won              | 3:36  |
| 2.        | 「Run Away」           | Neil Athale Ley James Eden Jaejoong Shoko（日本語詞） | Neil Athale Ley James Eden Jaejoong | 3:26  |
| 3.        | 「化粧」               | 中島みゆき                                            | 中島みゆき                          | 4:57  |
| 4.        | 「守ってあげる」       | Jaejoong SHIKATA（日本語詞）                          | Choi Kyu-Sung                       | 3:40  |
| 合計時間: | 合計時間:              | 合計時間:                                             | 合計時間:                           | 15:39 |

| #  | タイトル                                  | 作詞 | 作曲・編曲 |
| -- | ----------------------------------------- | ---- | ---------- |
| 1. | 「Sign (Music Video)」                    |      |            |
| 2. | 「Your Love (Music Video)」               |      |            |
| 3. | 「Defiance (Music Video)」                |      |            |
| 4. | 「LAVENDER (Music Video)」                |      |            |
| 5. | 「Sweetest Love (Music Video)」           |      |            |
| 6. | 「IMPOSSIBLE (Music Video)」              |      |            |
| 7. | 「Making of Sweetest Love (Music Video)」 |      |            |
| 8. | 「Making of IMPOSSIBLE (Music Video)」    |      |            |

| #  | タイトル                                          | 作詞 | 作曲・編曲 |
| -- | ------------------------------------------------- | ---- | ---------- |
| 1. | 「Sign (Music Video)」                            |      |            |
| 2. | 「Your Love (Music Video)」                       |      |            |
| 3. | 「Defiance (Music Video)」                        |      |            |
| 4. | 「LAVENDER (Music Video)」                        |      |            |
| 5. | 「Sweetest Love (Music Video)」                   |      |            |
| 6. | 「IMPOSSIBLE (Music Video)」                      |      |            |
| 7. | 「Making of Sweetest Love (Music Video)」         |      |            |
| 8. | 「Making of IMPOSSIBLE (Music Video)」            |      |            |
| 9. | 「Sweetest Love（Music Video）〜JAEJOONG only〜」 |      |            |

## 曲の解説
シングル収録曲の詳細は、各項目を参照。

### DISC1
1. アイノカゲ
2. Sweetest Love
  - リード曲

3月11日に先行配信され、日本をはじめとした8カ国のiTunesランキングJ-POP部門で1位を獲得した[6]。
ミュージック・ビデオには、日村勇紀（バナナマン）、平佑奈、木下優樹菜が出演している[4]。また、ジェジュンのみが出演したミュージック・ビデオも制作されており、FC限定盤のDVDに追加収録されている。
3. IMPOSSIBLE
4. Your Love
  - 1stシングル「Sign/Your Love」の2曲目
5. Beautiful Woman
6. DADADANCIN
7. 君だけになる前に
  - テレビ朝日系特別ドラマ『離婚なふたり』主題歌[6]

3月25日に先行配信され、オリコンデイリーシングルランキングで6位を獲得し、タイ・ポーランド・マレーシアなどの海外のiTunesランキングのJ-POP部門で1位を記録した[6]。
8. LAVENDER
  - 2ndシングル「Defiance」のカップリング曲
9. Sign
  - 1stシングル「Sign/Your Love」の1曲目
10. Defiance
  - 2ndシングル
  - TBS系アニメ『ゾイドワイルド』第2期オープニングテーマ
11. One

### DISC2
1. Good Morning Night
韓国で発売された第2集『NO.X』収録曲の日本語バージョン。
2. Run Away
韓国で発売された第2集『NO.X』収録曲の日本語バージョン。
3. 化粧
中島みゆきのカバー曲。韓国語でカバーした音源が、韓国で発売された第1集『WWW』のリパッケージ盤『WWW 化粧を落とす』のタイトル曲として収録されている。
4月26日に放送された『ミュージックステーション』（テレビ朝日）で披露された[7]。
4. 守ってあげる
韓国SBSドラマ『ボスを守れ』のサウンドトラック盤『ボスを守れ OST』収録曲の日本語バージョン。